# Ghioroiu
Ghioroiu là một xã thuộc hạt Vâlcea, România. Dân số thời điểm năm 2002 là 2183 người.